# 10mm Auto
10mm Auto (10×25 мм, официальная номенклатура C.I.P.: 10 mm Auto) — пистолетный патрон, разработанный Джеффри Купером и введённый в 1983 году для пистолета Bren Ten.

## История
Патрон был разработан шведской компанией Norma Precision в 1983 году для пистолета Bren Ten, спроектированного американской фирмой Dornaus & Dixon Enterprises с целью замены Colt M1911. Калибр был выбран из-за высокой мощности, и по идее предусматривался для замены популярного патрона .45 ACP. Хотя он был выбран в ФБР для использования их сотрудниками, группа стрелковой подготовки ФБР заключила, что его отдача была чрезмерной для обучения обычного агента с полицейским опытом, и пистолеты были слишком велики для людей с небольшими ладонями, и в дальнейшем ФБР отказалась от данного оружия менее чем через два года после принятия его на вооружение агентов. Вирджинский полицейский департамент, использовавший этот же патрон, отказались от него через полгода в связи с большим количеством проблем с задержками при стрельбе. 10mm Auto значительно мощнее чем .45 ACP, главным преимуществом перед которым является повышенная поражающая способность пули 10 mm Auto.

## Особенности и применение
Патрон 10х25 обладает высокой мощностью, около 1000 Джоулей. Высокая начальная скорость пули, множество вариантов массы пули от 9 до 15 грамм, делают патрон универсальным. Высокая пробивная и поражающая способность позволяют применять боеприпас для охотничьих целей. Патрон не снискал широкого распространения из-за высокой отдачи, дульной вспышки при выстреле, размеров патрона и недостатка оружия под него, и потому, что для целей типа человека он все же весьма избыточен. На базе 10mm Auto был создан менее мощный боеприпас .40 S&W, который в плане распространения был гораздо удачливей своего прародителя.

## Достоинства и недостатки
Как и все боеприпасы, патрон 10 mm Auto имеет свои достоинства и недостатки:
| Достоинства | Недостатки                                    |
| --- | --------------------------------------------- |
| Высокое убойное и останавливающее действие даже обычной оболочечной пули (FMJ).                                            | Патрон излишне мощный для поражения человека. |
| Энергии пули хватает для поражения зверей вплоть до кабана средних размеров, поэтому может применяться в охотничьих целях. | Малая распространенность патрона.             |
| Высокая скорость положительно сказывается на пробивном действии пули.                                                      | Высокая отдача, дульная вспышка, габариты.    |

## См. также

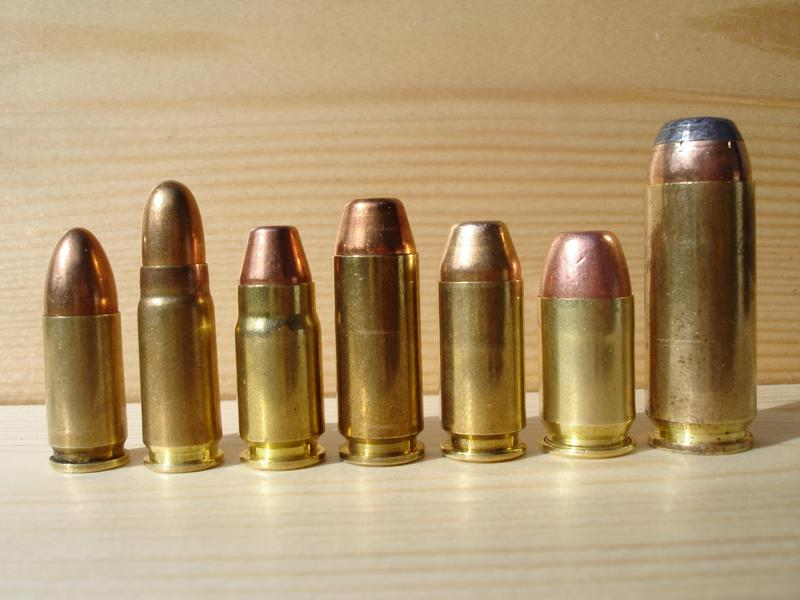
Пистолетные патроны
Схема патрона
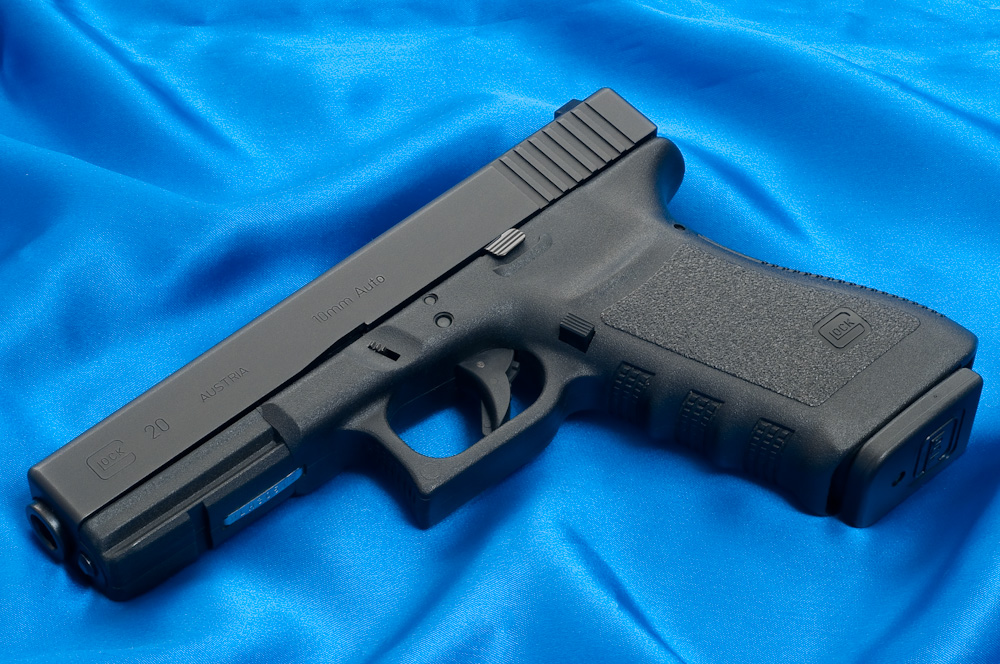
Glock 20